# Jardel Nivaldo Vieira
Jardel Nivaldo Vieira, mais conhecido apenas como Jardel (Florianópolis, 29 de março de 1986), é um ex-futebolista brasileiro que atuava como zagueiro.
Desde 2016 o jogador tem também a nacionalidade portuguesa, passando então a ser um cidadão luso-brasileiro.

## Carreira

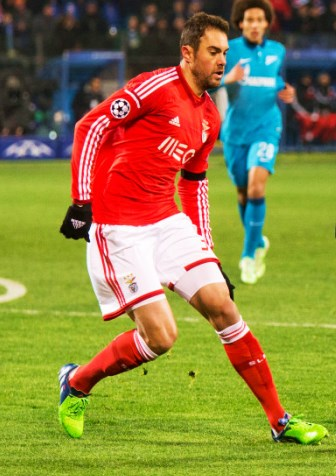
Jardel atuando pelo Benfica.

Iniciou sua carreira nas categorias de base do Avaí, aonde conquistou com o time a Taça Governador do Estado Catarinense de 2002, o Campeonato Catarinense de Juvenis e Campeonato Catarinense de Juniores de 2003. Em 2004, ao passar para o time profissional, se destacou e foi para o Vitória, onde conquistou o Campeonato Baiano de 2005. Em 2006 foi para o Santos, onde foi campeão paulista e realizou uma cirurgia no púbis, pois desde a passagem pelo Vitória já sentia dores. No início de 2007 começa a treinar no Iraty para se recuperar de sua cirurgia, e em julho de 2007 voltou pro seu time de coração, o Avaí, onde foi bem recebido pela torcida azurra e em sua reestreia já marca um gol, garantindo a vitória em cima do Paulista, sendo escolhido o melhor em campo.
No início da temporada 2009–10 assinou pelo Estoril Praia, do futebol português. Na temporada 2010–11, foi promovido à atuar na Primeira Divisão defendendo o Olhanense.
No ano de 2011 transferiu-se para o Benfica.

### Benfica

#### 2010–11
Chegou ao Sport Lisboa e Benfica na segunda metade dessa temporada e, a falta de melhor solução saltou para a titularidade ganhando o lugar a Sidnei. Nesse ano, marcou 1 gol (em 16 jogos) contra o Braga na semi-final da Liga Europa após um ressalto no poste. No entanto, o Benfica viria a ser eliminado e seria campeão apenas da Taca da Liga.

#### 2011–12
Na temporada de 2011/12 perdeu muito protagonismo com a chegada de Ezequiel Garay, mas melhorou o numero de jogos em relação a temporada anterior, pois disputou 18 partidas. Nesta temporada, Jardel e o Benfica voltaram a vencer apenas a Taca da Liga.

#### 2012–13
Em 2012–13 atingiu o apogeu de jogos ate então, graças a algumas lesões do compatriota Luisão e do argentino Garay. Realizou 34 jogos e marcou 1 gol (novamente na Liga Europa, contra o Bordeaux, de cabeça). Apesar disto, não era consensual entre os adeptos pela ma forma como saia a jogar. Nesta temporada o Benfica não ganhou nada, num ano onde esteve perto de ganhar tudo mas acabou por morrer na praia nos instantes finais.

#### 2013–14
No ano do campeonato número 33 ganho pelo Benfica, Jardel foi muito pouco utilizado (atuou em 6 jogos na Liga) devido a grande regularidade exibicional de Luisão e Garay. No total foram 14 Jogos (nenhum gol) e mais 4 pela equipe B (um gol).

#### 2014–15
A temporada 2014–15 correu as mil maravilhas para Jardel. Apesar de um início onde foi olhado com muita desconfiança (Garay tinha saído para o Zenit), Jardel foi subindo de rendimento e cotou-se como o melhor zagueiro (ao lado de Luisão) de uma liga ganha pelo Benfica. Cotou-se como um dos mais rápidos zagueiros do mundo e teve o ponto mais alto no gol em Alvalade aos 92 minutos, um gol decisivo para o título. Para a Luz veio ainda a Supertaça, a Taça da Liga e a Taça de Portugal, num ano completamente demolidor. Nessa temporada Jardel realizou 43 jogos e marcou 4 gols.

#### 2015–16
Apesar de ter começado como lesionado, Jardel recuperou e fez a temporada (mais uma bem conseguida no que diz respeito a títulos) como o estandarte da defesa, visto que as lesões de Luisão e Lisandro Lopez o colocaram a fazer dupla com o jovem Victor Lindelöf. Na parte final da temporada vestiu também o papel de goleador, dando as magras vitórias ao seu clube contra o Vitória de Setúbal (2 a 1) e o Vitória de Guimarães (1 a 0). Nesta temporada, Jardel completou 44 Jogos e marcou 5 gols. Em março de 2016, renovou com Os Encarnados até 2020.

#### 2016–17
Embora a titulo coletivo tenha sido mais uma temporada de sucesso para o Benfica, com a conquista do Tetracampeonato, da Taca de Portugal e da Supertaça, para Jardel o ano desportivo foi marcado por variados problemas físicos que o afastaram do relvado durante largos meses. No Campeonato atuou somente uma vez, totalizando somente 720 minutos em toda a temporada, sendo estes em oito jogos (não marcou gols).

## Estilo de jogo
Jardel tem na velocidade um dos seus pontos fortes, e muito rápido e consegue bater-se com jogadores muito velozes. Muito forte no jogo aéreo, já marcou alguns gols decisivos, como o célebre em Alvalade ou frente ao Vianense, que lhe renderam o apelido de estraga prazeres. É forte na marcação e posiciona-se bem nas bolas paradas. Contudo, não é o zagueiro ideal para sair jogando, apresentando algumas lacunas técnicas.

## Curiosidades
- Chegou a Luz no dia 13 de janeiro de 2011, custando 500 mil euros, proveniente do Olhanense na altura, também militante na Primeira Liga.
- Alcançou o jogo número 100 pelo Benfica no dia 21 de dezembro de 2014, na vitória em casa contra o Gil Vicente.
- Foi comprado em definitivo no dia 29 de julho de 2016. Anteriormente pertencia a empresa brasileira Traffic.
- Tem passaporte português, obtido no dia 24 de setembro de 2016.
- No dia 16 de outubro de 2016, entrou no Top 100 de jogadores com mais jogos com a camisa Encarnada.
- Tem 3 gols contra em competições europeias, sendo assim o detentor deste recorde.
- Alcançou o jogo número 200 pelo Benfica no dia 3 de fevereiro de 2018, na vitória em casa contra o Rio Ave, onde marcou um gol.

## Títulos
Avaí
- Campeonato Catarinense Juvenil: 2003
- Campeonato Catarinense Júnior: 2003

Vitória
- Campeonato Baiano: 2005

Santos
- Campeonato Paulista: 2006

Benfica
- Campeonato Português: 2013–14, 2014–15, 2015–16, 2016-17, 2018–19
- Taça de Portugal: 2013–14, 2016–17
- Taça da Liga: 2010–11, 2011–12, 2013–14, 2014-15, 2015–16
- Supertaça Cândido de Oliveira: 2014, 2016, 2017, 2019